# Tungufelli
Tungufelli è una montagna alta 591 metri sul mare situata sull'isola di Vágar, nell'arcipelago delle Isole Fær Øer, in Danimarca.